# 近衛兼経
近衛 兼経（このえ かねつね） は、鎌倉時代前期の公卿。関白太政大臣・近衛家実の三男。官位は従一位・摂政、関白、太政大臣。藤氏長者。近衛家4代当主。通称は岡屋関白（おかのや かんぱく）。母は表向きには権中納言源雅頼（村上源氏）の女ということになっているが、実は兵部大輔藤原季定の娘。

## 経歴
貞応元年（1222年）に元服、正五位下侍従に任じられて昇殿禁色を許される。2年後に異母兄の左大臣・家通が急死したために後継者に立てられ、従三位権中納言となる。安貞元年（1227年）に内大臣、寛喜3年（1231年）に右大臣、嘉禎元年（1235年）に左大臣となる。嘉禎3年（1237年）、九条道家の娘・仁子を娶って長年不仲だった近衛家と九条家の和解に努め、同年に道家から四条天皇の摂政の地位を譲られた。暦仁元年（1238年）に左大臣を辞すが引き続き摂政を務める。翌年には従一位に叙せられる。仁治元年（1240年）、四条天皇元服・加冠のための太政大臣に任じられ、元服の儀が終わる翌年まで務めた。
仁治3年（1242年）、四条天皇が崩御すると後嵯峨天皇の関白に転じるが、西園寺公経の圧力によって二条良実にその地位を譲った（仁治三年の政変）。後に義父と共に関東申次に就任する。道家が失脚すると兼経も巻き添えで関東申次を解任されるが、ともに失脚した一条実経（良実の弟）の後釜を埋める形で宝治元年（1247年）に後深草天皇の摂政に再任される。建長4年（1252年）、異母弟の鷹司兼平に摂政を譲り、正嘉元年（1257年）に出家して法名を真理（しんり）と号して余生を宇治岡屋荘で過ごした。
日記に『岡屋関白記』がある。

## 系譜
『尊卑分脈』（新訂増補国史大系）による。
- 父：近衛家実（1179年-1242年）

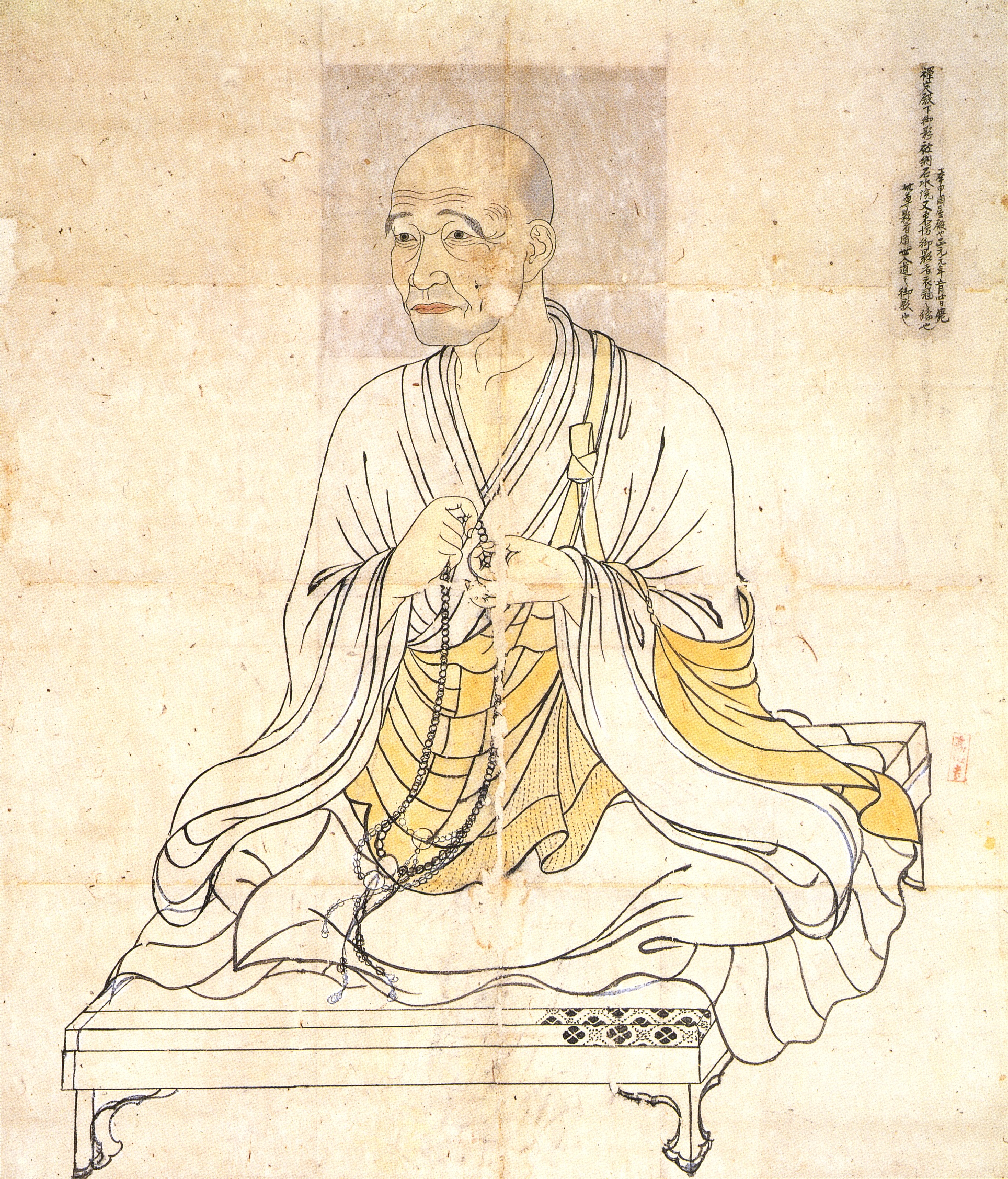
近衛兼経像（高山寺蔵）

- 母：宣陽門院右衛門督 ‐ 藤原季信またはその父藤原季定の娘
- 正室：九条仁子（1211年-?） ‐ 九条道家の娘
  - 女子：近衛宰子（1241年-?） ‐ 宗尊親王御息所、北条時頼猶子
  - 男子：近衛基平（1246年-1268年）
  - 男子：信昭（1247年-1286年） ‐ 興福寺別当、大覚寺16代門跡
- 妻：家女房大進局 ‐ 隆慶法眼の娘
  - 男子：慈静
- 生母不明の子女
  - 女子：衣笠経平室（衣笠兼良の母）
  - 女子：近衛兼教の母
- 猶子
  - 男子：日昭 - 法印、日蓮六老僧の一人、印東氏の出、印東祐昭の次男